# Bujalance (apellido)
Bujalance, se trata de un apellido típico derivado de la ciudad de Bujalance, en la provincia de Córdoba, España. 
Su distribución es bastante heterogénea por el territorio español. Se da entre los habitantes de Bujalance, y de localidades adyacentes, aunque poco extendido, pero con grandes raíces, tanto en la zona como en localidades catalanas como San Juan Despí, Cornellá de Llobregat o Gavá.
- Datos: Q5735308